# Шахівська сільська рада (Україна)
Шахівська сільська рада (до 2017 року — Октябрська) — орган місцевого самоврядування Шахівської сільської громади Покровського району Донецької області. До 2020 р. існувала як адміністративно-територіальна одиниця з центром у с. Шахове.

## Склад ради
Рада складається з 16 депутатів та голови.

## Керівний склад сільської ради
| ПІБ                               | Основні відомості                                                    | Дата обрання | Дата звільнення |
| --------------------------------- | -------------------------------------------------------------------- | ------------ | --------------- |
| Кучериненко Володимир Миколайович | Сільський голова, 1963 року народження, освіта, член Партії регіонів | 26.03.2006   | 31.10.2010      |
| Кучеріненко Володимир Миколайович | Сільський голова, 1963 року народження, освіта середня спеціальна    | 31.10.2010   | 25.10.2015      |

Примітка: таблиця складена за даними джерела